# Copa do Mundo de Futebol Feminino Sub-20 de 2018
A Copa do Mundo de Futebol Feminino Sub-20 de 2018 foi a nona edição do torneio realizado sob chancela da Federação Internacional de Futebol (FIFA), sendo restrito a jogadoras com idade máxima de 20 anos.
O torneio foi realizado na França entre 5 e 24 de agosto.
O Japão conquistou o seu primeiro título na categoria ao derrotar a Espanha na decisão por 3–1, se tornando o primeiro país a conquistar os três títulos femininos em competições da FIFA (sub-20, sub-17 e adulto).

## Candidatura
Em 6 de março de 2014 a FIFA anunciou que o processo de escolha da sede havia iniciado. As associações interessadas em sediar o torneio deveriam declarar o interesse até 15 de abril de 2014, e enviar todos os documentos necessários até 31 de outubro de 2014. O Comitê Executivo da FIFA selecionaria os anfitriões em 2015. Em princípio, a entidade preferiu que a Copa do Mundo de Futebol Feminino de 2019 e a Copa do Mundo de Futebol Feminino Sub-20 de 2018 fosse organizada pelo mesmo país sede, mas se as circunstâncias o exigissem, a FIFA reservou o direito de escolher realizar os dois eventos separadamente.
Os seguintes países fizeram licitações oficiais para a realização da Copa do Mundo Feminina Sub-20 de 2018 e da Copa do Mundo Feminina de 2019, enviando seus documentos até 31 de outubro de 2014:
- França[6]
- Coreia do Sul[7]

Os países seguintes retiraram sua candidatura para sediar a Copa do Mundo Feminina Sub-20 de 2018 e a Copa do Mundo Feminina de 2018:
- Inglaterra – A Inglaterra manifestou o interesse de sediar a competição até o prazo de abril de 2014,[8] mas em junho de 2014 foi anunciado que não prosseguiriam.[9]

- Nova Zelândia – A Nova Zelândia registrou o seu de interesse até o prazo de abril de 2014,[10] mas em junho de 2014 foi anunciado que eles não mais continuariam.[11]

- África do Sul[12][13][14]

Em 19 de março de 2015, o Comitê Executivo da FIFA concedeu à França o direito de sediar ambos os torneios de futebol feminino.

## Seleções qualificadas
Um total de 16 seleções se qualificaram para o torneio final, sendo que a nação anfitriã (França) já tinha vaga garantida automaticamente. As demais 15 seleções advieram de torneios continentais realizados pelas seis confederações do futebol associadas à FIFA. O número de vagas para cada confederação foi apresentado em outubro de 2016.
| Confederação                                  | Torneio de qualificação                        | Classificado (s)                          |
| --------------------------------------------- | ---------------------------------------------- | ----------------------------------------- |
| AFC (Ásia)                                    | Campeonato Asiático Sub-19 de 2017             | Japão Coreia do Norte China               |
| CAF (África)                                  | Torneio Qualificatório Africano Sub-20 de 2018 | Gana Nigéria                              |
| CONCACAF (América do Norte, Central e Caribe) | Campeonato da CONCACAF Sub-20 de 2018          | Estados Unidos México Haiti               |
| CONMEBOL (América do Sul)                     | Campeonato Sul-Americano Sub-20 de 2018        | Brasil Paraguai                           |
| OFC (Oceania)                                 | Campeonato da Oceania Sub-19 de 2017           | Nova Zelândia                             |
| UEFA (Europa)                                 | Campeonato Europeu Sub-19 de 2017              | Espanha Alemanha Inglaterra Países Baixos |
| País sede                                     | País sede                                      | França                                    |

## Sedes
As quatro cidades sedes, todas localizadas na região da Bretanha, foram anunciadas em 7 de setembro de 2017. A partida de abertura, as semifinais, o terceiro lugar e a final foram disputadas em Vannes.
| Vannes               | Saint-Malo        | Concarneau         | Dinan-Léhon            |
| -------------------- | ----------------- | ------------------ | ---------------------- |
| Estádio de la Rabine | Estádio Marville  | Estádio Guy Piriou | Estádio du Clos Gastel |
| Capacidade: 5 440    | Capacidade: 2 233 | Capacidade: 2 074  | Capacidade: 1 971      |
|                      |                   |                    |                        |

## Arbitragem
As seguintes árbitras foram designadas para o torneio:
| Árbitro                 | Assistentes                              |     |
| AFC                     | AFC                                      | AFC |
| ----------------------- | ---------------------------------------- | --- |
| AUS Kate Jacewicz       | AUS Renae Coghill IND Uvena Fernandes    |     |
| CHN Qin Liang           | CHN Fang Yan KOR Kim Kyoung-min          |     |
| PRK Ri Hyang-ok         | PRK Hong Kum-nyo CHN Cui Yongmei         |     |
| CONCACAF                |                                          |     |
| CAN Carol Anne Chenard  | USA Kathryn Nesbitt CAN Chantal Boudreau |     |
| HON Melissa Borjas      | HON Shirley Perello MEX Yudilia Briones  |     |
| CONMEBOL                |                                          |     |
| BRA Edina Alves         | BRA Neuza Back BRA Tatiane Sacilotti     |     |
| URU Claudia Umpiérrez   | URU Luciana Mascaraña ECU Mónica Amboya  |     |
| OFC                     |                                          |     |
| NZL Anna-Marie Keighley | SAM Maria Salamasina TGA Lata Kaumatule  |     |

| Árbitro                 | Assistentes                                         |
| CAF                     | CAF                                                 |
| ----------------------- | --------------------------------------------------- |
| ETH Lidya Tafesse Abebe | MRI Queency Victoire KEN Mary Njoroge               |
| ZAM Gladys Lengwe       | MWI Bernadettar Kwimbira MAD Lidwine Rakotozafinoro |
| UEFA                    |                                                     |
| CZE Jana Adámková       | CRO Sanja Rodak ROU Petruta Iugulescu               |
| FRA Stéphanie Frappart  | FRA Manuela Nicolosi IRL Michelle O'Neill           |
| UKR Kateryna Monzul     | UKR Maryna Striletska ENG Sian Massey               |
| SUI Esther Staubli      | SUI Belinda Pierre SUI Susanne Küng                 |
| GER Bibiana Steinhaus   | GER Katrim Rafalski GRE Chrysoula Kourompylia       |

## Logotipo
O emblema oficial da competição foi lançado no dia 22 de setembro de 2017.

## Sorteio
O sorteio oficial foi realizado em Rennes no dia 8 de março de 2018.
| Pote 1                                        | Pote 2                                              | Pote 3                            | Pote 4                                          |
| --------------------------------------------- | --------------------------------------------------- | --------------------------------- | ----------------------------------------------- |
| - França - Alemanha - Coreia do Norte - Japão | - Estados Unidos - Nigéria - México - Nova Zelândia | - Brasil - Espanha - Gana - China | - Inglaterra - Paraguai - Haiti - Países Baixos |

## Fase de grupos
O calendário oficial foi revelado em 17 de janeiro de 2018.
Os vencedores do grupo e os vice-campeões avançam para as quartas de final.
|  | Equipes classificadas às quartas de final |
|  | Equipes eliminadas                        |

Todas as partidas seguem o fuso horário local (UTC+2).

### Grupo A
| Seleção       | Pts | J | V | E | D | GP | GC | SG |
| ------------- | --- | - | - | - | - | -- | -- | -- |
| França        | 7   | 3 | 2 | 1 | 0 | 8  | 1  | +7 |
| Países Baixos | 6   | 3 | 2 | 0 | 1 | 6  | 5  | +1 |
| Gana          | 3   | 3 | 1 | 0 | 2 | 2  | 8  | –6 |
| Nova Zelândia | 1   | 3 | 0 | 1 | 2 | 1  | 3  | –2 |

| 5 de agosto | Nova Zelândia | 1 – 2     | Países Baixos               | Estádio de la Rabine, Vannes              |
| 16:30       | Blake 44'     | Relatório | Kalma 28' · Van Deursen 78' | Público: 2 042 Árbitro: CZE Jana Adámková |

| 5 de agosto | França                                          | 4 – 1     | Gana            | Estádio de la Rabine, Vannes                |
| 19:30       | Laurent 6', 31' · Fercocq 27' · Baltimore 90+7' | Relatório | Owusu-Ansah 58' | Público: 4 889 Árbitro: UKR Kateryna Monzul |

| 8 de agosto | Países Baixos                            | 4 – 0     | Gana | Estádio de la Rabine, Vannes            |
| 16:30       | Nouwen 21' · Kalma 28', 32' · Pelova 80' | Relatório |      | Público: 1 709 Árbitro: PRK Ri Hyang-ok |

| 8 de agosto | França | 0 – 0     | Nova Zelândia | Estádio de la Rabine, Vannes                    |
| 19:30       |        | Relatório |               | Público: 5 031 Árbitro: ETH Lidya Tafesse Abebe |

| 12 de agosto | Países Baixos | 0 – 4     | França                                    | Estádio Marville, Saint-Malo               |
| 16:30        |               | Relatório | Delabre 10', 31', 33' (pen) · Laurent 72' | Público: 2 262 Árbitro: SUI Esther Staubli |

| 12 de agosto | Gana      | 1 – 0     | Nova Zelândia | Estádio Guy Piriou, Concarneau          |
| 16:30        | Anima 75' | Relatório |               | Público: 1 056 Árbitro: BRA Edina Alves |

### Grupo B
| Seleção         | Pts | J | V | E | D | GP | GC | SG |
| --------------- | --- | - | - | - | - | -- | -- | -- |
| Inglaterra      | 7   | 3 | 2 | 1 | 0 | 10 | 3  | +7 |
| Coreia do Norte | 6   | 3 | 2 | 0 | 1 | 5  | 5  | 0  |
| México          | 3   | 3 | 1 | 0 | 2 | 5  | 10 | –5 |
| Brasil          | 1   | 3 | 0 | 1 | 2 | 4  | 6  | –2 |

| 5 de agosto | México                        | 3 – 2     | Brasil          | Estádio du Clos Gastel, Dinan-Léhon        |
| 13:30       | Martínez 4' · Ovalle 52', 63' | Relatório | Kerolin 6', 17' | Público: 1 127 Árbitro: SUI Esther Staubli |

| 5 de agosto | Coreia do Norte | 1 – 3     | Inglaterra                   | Estádio du Clos Gastel, Dinan-Léhon            |
| 16:30       | Ja Un-yong 71'  | Relatório | Russo 31', 73' · Stanway 60' | Público: 1 464 Árbitro: FRA Stéphanie Frappart |

| 8 de agosto | Brasil         | 1 – 1     | Inglaterra        | Estádio du Clos Gastel, Dinan-Léhon        |
| 13:30       | Ariadina 90+2' | Relatório | Stanway 11' (pen) | Público: 1 981 Árbitro: HON Melissa Borjas |

| 8 de agosto | Coreia do Norte                      | 2 – 1     | México     | Estádio du Clos Gastel, Dinan-Léhon           |
| 16:30       | Choe Kum-ok 14' · Kim Kyong-yong 85' | Relatório | Ovalle 12' | Público: 1 591 Árbitro: URU Claudia Umpiérrez |

| 12 de agosto | Brasil    | 1 – 2     | Coreia do Norte                    | Estádio Guy Piriou, Concarneau                |
| 13:30        | Geyse 68' | Relatório | Son Sun-im 44' · Choe Kum-ok 90+3' | Público: 1 056 Árbitro: GER Bibiana Steinhaus |

| 12 de agosto | Inglaterra                                               | 6 – 1     | México     | Estádio Marville, Saint-Malo              |
| 13:30        | Russo 49' · Kelly 53' · Hemp 62', 68', 80' · Stanway 64' | Relatório | Ovalle 37' | Público: 1 362 Árbitro: AUS Kate Jacewicz |

### Grupo C
| Seleção        | Pts | J | V | E | D | GP | GC | SG  |
| -------------- | --- | - | - | - | - | -- | -- | --- |
| Espanha        | 7   | 3 | 2 | 1 | 0 | 7  | 3  | +4  |
| Japão          | 6   | 3 | 2 | 0 | 1 | 7  | 1  | +6  |
| Estados Unidos | 4   | 3 | 1 | 1 | 1 | 8  | 3  | +5  |
| Paraguai       | 0   | 3 | 0 | 0 | 3 | 1  | 16 | –15 |

| 6 de agosto | Paraguai        | 1 – 4     | Espanha                             | Estádio Guy Piriou, Concarneau            |
| 16:30       | J. Martínez 62' | Relatório | Guijarro 40', 64', 90+6' · Pina 49' | Público: 1 587 Árbitro: AUS Kate Jacewicz |

| 6 de agosto | Estados Unidos | 0 – 1     | Japão       | Estádio Guy Piriou, Concarneau            |
| 19:30       |                | Relatório | Hayashi 76' | Público: 2 332 Árbitro: ZAM Gladys Lengwe |

| 9 de agosto | Espanha    | 1 – 0     | Japão | Estádio Guy Piriou, Concarneau              |
| 16:30       | Menayo 16' | Relatório |       | Público: 2 332 Árbitro: UKR Kateryna Monzul |

| 9 de agosto | Estados Unidos                                      | 6 – 0     | Paraguai | Estádio Guy Piriou, Concarneau        |
| 19:30       | Smith 15', 63' · DeMelo 39', 44', 78' · Sanchez 46' | Relatório |          | Público: 2 117 Árbitro: CHN Qin Liang |

| 13 de agosto | Espanha                  | 2 – 2     | Estados Unidos         | Estádio du Clos Gastel, Dinan-Léhon             |
| 13:30        | Guijarro 7' · García 42' | Relatório | Smith 83' · DeMelo 87' | Público: 1 681 Árbitro: NZL Anna-Marie Keighley |

| 13 de agosto | Japão                                        | 6 – 0     | Paraguai | Estádio de la Rabine, Vannes              |
| 13:30        | Takarada 5', 18', 61' · Ueki 44', 45+3', 60' | Relatório |          | Público: 1 525 Árbitro: ZAM Gladys Lengwe |

### Grupo D
| Seleção  | Pts | J | V | E | D | GP | GC | SG |
| -------- | --- | - | - | - | - | -- | -- | -- |
| Alemanha | 9   | 3 | 3 | 0 | 0 | 6  | 2  | +4 |
| Nigéria  | 4   | 3 | 1 | 1 | 1 | 2  | 2  | 0  |
| China    | 4   | 3 | 1 | 1 | 1 | 3  | 4  | –1 |
| Haiti    | 0   | 3 | 0 | 0 | 3 | 3  | 6  | –3 |

| 6 de agosto | Nigéria | 0 – 1     | Alemanha    | Estádio Marville, Saint-Malo                  |
| 13:30       |         | Relatório | Sanders 69' | Público: 823 Árbitro: NZL Anna-Marie Keighley |

| 6 de agosto | Haiti              | 1 – 2     | China                            | Estádio Marville, Saint-Malo            |
| 16:30       | Mondésir 78' (pen) | Relatório | Zhao Yujie 13' · Shen Mengyu 46' | Público: 2 015 Árbitro: BRA Edina Alves |

| 9 de agosto | Alemanha                 | 2 – 0     | China | Estádio Marville, Saint-Malo                   |
| 13:30       | Gwinn 31' · Freigang 40' | Relatório |       | Público: 1 194 Árbitro: CAN Carol Anne Chenard |

| 9 de agosto | Haiti | 0 – 1     | Nigéria           | Estádio Marville, Saint-Malo              |
| 16:30       |       | Relatório | Ajibade 36' (pen) | Público: 1 801 Árbitro: CZE Jana Adámková |

| 13 de agosto | Alemanha                            | 3 – 2     | Haiti             | Estádio de la Rabine, Vannes                    |
| 16:30        | Freigang 18' · Kögel 49' · Bühl 60' | Relatório | Mondésir 63', 73' | Público: 2 752 Árbitro: ETH Lidya Tafesse Abebe |

| 13 de agosto | China            | 1 – 1     | Nigéria                  | Estádio du Clos Gastel, Dinan-Léhon            |
| 16:30        | Zhang Linyan 41' | Relatório | Dou Jiaxing 90+5' (g.c.) | Público: 1 534 Árbitro: FRA Stéphanie Frappart |

## Fase final
|  | Quartas de final          | Quartas de final      |                       |                  | Semifinais     | Semifinais     |  |  | Final                 | Final |
|  |                           |                       |                       |                  |                |                |  |  |                       |       |
|  | 16 de agosto – Concarneau |                       |                       |                  |                |                |  |  |                       |       |
|  |                           |                       |                       |                  |                |                |  |  |                       |       |
|  | França                    | 1                     |                       |                  |                |                |  |  |                       |       |
|  | França                    | 1                     | 20 de agosto – Vannes |                  |                |                |  |  |                       |       |
|  | Coreia do Norte           | 0                     |                       |                  |                |                |  |  |                       |       |
|  | Coreia do Norte           | 0                     | França                | 0                |                |                |  |  |                       |       |
|  | 16 de agosto – Concarneau |                       | França                | 0                |                |                |  |  |                       |       |
|  |                           | Espanha               | 1                     |                  |                |                |  |  |                       |       |
|  | Espanha                   | Espanha               | 1                     | 2                |                |                |  |  |                       |       |
|  | Espanha                   |                       | 24 de agosto – Vannes | 2                |                |                |  |  |                       |       |
|  | Nigéria                   | 1                     |                       |                  |                |                |  |  |                       |       |
|  | Nigéria                   | 1                     | Espanha               | 1                |                |                |  |  |                       |       |
|  | 17 de agosto – Vannes     |                       | Espanha               | 1                |                |                |  |  |                       |       |
|  |                           | Japão                 | 3                     |                  |                |                |  |  |                       |       |
|  | Inglaterra                | Japão                 | 3                     | 2                |                |                |  |  |                       |       |
|  | Inglaterra                | 20 de agosto – Vannes |                       | 2                |                |                |  |  |                       |       |
|  | Países Baixos             | 1                     |                       |                  |                |                |  |  |                       |       |
|  | Países Baixos             | 1                     | Inglaterra            | 0                | Terceiro lugar | Terceiro lugar |  |  |                       |       |
|  | 17 de agosto – Vannes     |                       | Inglaterra            | 0                | Terceiro lugar | Terceiro lugar |  |  |                       |       |
|  |                           | Japão                 | 2                     |                  |                |                |  |  |                       |       |
|  | Alemanha                  | Japão                 | 2                     | 1                | França         | 1 (2)          |  |  |                       |       |
|  | Alemanha                  |                       |                       | 1                | França         | 1 (2)          |  |  |                       |       |
|  | Japão                     | 3                     |                       | Inglaterra (pen) | 1 (4)          |                |  |  |                       |       |
|  | Japão                     | 3                     |                       |                  | 1 (4)          |                |  |  |                       |       |
|  |                           |                       |                       |                  |                |                |  |  | 24 de agosto – Vannes |       |
|  |                           |                       |                       |                  |                |                |  |  |                       |       |

### Quartas de final
| 16 de agosto | Espanha                      | 2 – 1     | Nigéria  | Estádio Guy Piriou, Concarneau        |
| 16:00        | Bonmatí 13' · Guijarro 45+2' | Relatório | Efih 57' | Público: 1 829 Árbitro: CHN Qin Liang |

| 16 de agosto | França            | 1 – 0     | Coreia do Norte | Estádio Guy Piriou, Concarneau                 |
| 19:30        | Delabre 29' (pen) | Relatório |                 | Público: 2 462 Árbitro: CAN Carol Anne Chenard |

| 17 de agosto | Inglaterra       | 2 – 1     | Países Baixos | Estádio de la Rabine, Vannes            |
| 16:00        | Stanway 20', 23' | Relatório | Pelova 12'    | Público: 2 737 Árbitro: PRK Ri Hyang-ok |

| 17 de agosto | Alemanha  | 1 – 3     | Japão                              | Estádio de la Rabine, Vannes            |
| 19:30        | Minge 82' | Relatório | Endo 59' · Ueki 70' · Takarada 73' | Público: 3 211 Árbitro: BRA Edina Alves |

### Semifinal
| 20 de agosto | Inglaterra | 0 – 2     | Japão               | Estádio de la Rabine, Vannes                  |
| 16:00        |            | Relatório | Ueki 22' · Endo 27' | Público: 2 807 Árbitro: URU Claudia Umpiérrez |

| 20 de agosto | França | 0 – 1     | Espanha      | Estádio de la Rabine, Vannes               |
| 19:30        |        | Relatório | Guijarro 51' | Público: 5 324 Árbitro: HON Melissa Borjas |

### Disputa pelo terceiro lugar
| 24 de agosto | França            | 1 – 1     | Inglaterra  | Estádio de la Rabine, Vannes              |
| 16:00        | Laurent 68' (pen) | Relatório | Stanway 46' | Público: 4 708 Árbitro: ZAM Gladys Lengwe |

|                               |       | Penalidades                     |  |
| Thibaud Bacha Laurent Delabre | 2 – 4 | Stanway Hemp Russo Peplow Allen |  |

### Final
| 24 de agosto | Espanha     | 1 – 3     | Japão                                    | Estádio de la Rabine, Vannes                   |
| 19:30        | Andújar 71' | Relatório | Miyazawa 38' · Takarada 57' · Nagano 65' | Público: 5 409 Árbitro: FRA Stéphanie Frappart |

## Premiações
| Copa do Mundo de Futebol Feminino Sub-20 de 2018 |
| Japão                                            |
| ------------------------------------------------ |
| JAPÃO Campeão (1º título)                        |

### Individuais
| Chuteira de Ouro      | Bola de Ouro          | Luva de Ouro      | Fair Play |
| --------------------- | --------------------- | ----------------- | --------- |
| ESP Patricia Guijarro | ESP Patricia Guijarro | ENG Sandy MacIver | Japão     |

## Artilharia
| 6 gols (2) - ENG Georgia Stanway - ESP Patricia Guijarro 5 gols (2) - JPN Riko Ueki - JPN Saori Takarada 4 gols (4) - FRA Amélie Delabre - FRA Emelyne Laurent - MEX Jacqueline Ovalle - USA Savannah DeMelo 3 gols (5) - ENG Alessia Russo - ENG Lauren Hemp - HAI Nérilia Mondésir - NED Fenna Kalma - USA Sophia Smith | 2 gols (5) - BRA Kerolin Nicoli - GER Laura Freigang - JPN Jun Endo - NED Victoria Pelova - PRK Choe Kum-ok 1 gol (34) - BRA Ariadina Borges - BRA Geyse Ferreira - CHN Shen Mengyu - CHN Zhang Linyan - CHN Zhao Yujie - ENG Chloe Kelly - ESP Aitana Bonmatí - ESP Candela Andújar - ESP Carmen Menayo - ESP Clàudia Pina - ESP Lucía García - FRA Hélène Fercocq - FRA Sandy Baltimore - GER Giulia Gwinn - GER Janina Minge | 1 gol (continuação) - GER Klara Bühl - GER Kristin Kögel - GER Stefanie Sanders - GHA Ruth Anima - GHA Sandra Owusu-Ansah - JPN Fuka Nagano - JPN Hinata Miyazawa - JPN Honoka Hayashi - MEX Katty Martínez - NED Aniek Nouwen - NED Eva van Deursen - NGA Peace Efih - NGA Rasheedat Ajibade - NZL Hannah Blake - PAR Jessica Martínez - PRK Ja Un-yong - PRK Kim Kyong-yong - PRK Son Sun-im - USA Ashley Sanchez Gols contra (1) - CHN Dou Jiaxing (para a Nigéria) |